# Nuoto ai Giochi della X Olimpiade - 1500 metri stile libero maschili
La competizione 1500 metri stile libero maschili di nuoto dei Giochi della X Olimpiade si è svolta nei giorni dall'11 al 13 agosto 1932 al Los Angeles Swimming Stadium.

## Risultati

### Primo turno
Si svolse l'11 agosto. I primi due di ogni serie più il miglior tempo degli esclusi furono ammessi alle semifinali.
| Pos. | Atleta         | Nazione          | Tempo   |
| ---- | -------------- | ---------------- | ------- |
| 1    | Kusuo Kitamura | Giappone         | 19'55"2 |
| 2    | Buster Crabbe  | Stati Uniti      | 20'01"0 |
| 3    | Jean Taris     | Francia          | 20'01"2 |
| 4    | Nalin Malik    | India Britannica | 23'52"4 |

| Pos. | Atleta           | Nazione     | Tempo   |
| ---- | ---------------- | ----------- | ------- |
| 1    | James Cristy     | Stati Uniti | 19'58"4 |
| 2    | Sunao Ishiharada | Giappone    | 20'09"5 |
| 2    | Boy Charlton     | Australia   | 20'09"5 |

| Pos. | Atleta            | Nazione     | Tempo   |
| ---- | ----------------- | ----------- | ------- |
| 1    | Ralph Flanagan    | Stati Uniti | 20'06"0 |
| 2    | Noel Ryan         | Australia   | 20'12"6 |
| 3    | Giuseppe Perentin | Italia      | 21'04"5 |
| 4    | Ignacio Gutiérrez | Messico     | 22'39"2 |

| Pos. | Atleta          | Nazione  | Tempo   |
| ---- | --------------- | -------- | ------- |
| 1    | Shōzō Makino    | Giappone | 19'53"3 |
| 2    | Paolo Costoli   | Italia   | 20'48"1 |
| 3    | George Burrows  | Canada   | 22'19"6 |
| 4    | Manuel Villegas | Messico  | 23'40"0 |

### Semifinali
Si svolsero il 12 agosto. I primi tre di ogni serie furono ammessi alla finale.
| Pos. | Atleta           | Nazione     | Tempo   |
| ---- | ---------------- | ----------- | ------- |
| 1    | Kusuo Kitamura   | Giappone    | 19'51"6 |
| 2    | Jean Taris       | Francia     | 20'04"2 |
| 3    | James Cristy     | Stati Uniti | 20'06"9 |
| 4    | Sunao Ishiharada | Giappone    | 20'31"2 |
| 5    | Paolo Costoli    | Italia      | 20'58"7 |

| Pos. | Atleta         | Nazione     | Tempo   |
| ---- | -------------- | ----------- | ------- |
| 1    | Shōzō Makino   | Giappone    | 19'38"7 |
| 2    | Buster Crabbe  | Stati Uniti | 19'51"8 |
| 3    | Noel Ryan      | Australia   | 19'52"5 |
| 4    | Boy Charlton   | Australia   | 19'53"1 |
| 5    | Ralph Flanagan | Stati Uniti | 20'03"7 |

### Finale
Si svolse il 13 agosto. 
| Pos.    | Atleta         | Nazione     | Tempo   |
| ------- | -------------- | ----------- | ------- |
| Oro     | Kusuo Kitamura | Giappone    | 19'12"4 |
| Argento | Shōzō Makino   | Giappone    | 19'14"1 |
| Bronzo  | James Cristy   | Stati Uniti | 19'39"5 |
| 4       | Noel Ryan      | Australia   | 19'45"1 |
| 5       | Buster Crabbe  | Stati Uniti | 20'02"7 |
| 6       | Jean Taris     | Francia     | 20'09"7 |